# Poljička likovna udruga Krug
Poljička likovna udruga „Krug” je udruga likovnih umjetnika različitih stilova. 
Ima pedesetak članova; slikara, kipara, ali i inovrsnih umjetnika.
Među ostalima, članovi su:
- Joško Čizmić (predsjednik udruge)
- Ante Kačunić
- Ljuboman Karaman
- Ivica Klarić
- Nada Klarić
- Dijana Marić-Jurin
- Ivo Rakuljić
- Ante Tafra
- Filip Tomasović
- Marko Vojnović

i ostali.
Od tematike u radovima članova ove udruge, prevladava poljička tematika, odnosno oslikavanje lokalnog zavičajnog okružja, uz povremeno skretanje u imaginarne likove ili simboliku.

## Vanjske poveznice
- Galerija  Arhivirana inačica izvorne stranice od 27. rujna 2007. (Wayback Machine)
- O udruzi